# ABEND
ABEND (acronimo di abnormal end), in informatica, indica generalmente la chiusura anomala di un programma. 
Era originariamente utilizzato come messaggio di errore su computer mainframe IBM System/360 con sistema operativo OS/360.
Sul sistema operativo NetWare di Novell i messaggi di errore sono solitamente chiamati ABENDs.